# Цефпрозил
Цефпрозил — антибіотик з групи цефалоспоринів ІІ покоління для перорального застосування.

## Фармакологічні властивості
Цефпрозил — антибіотик широкого спектра дії. Препарат діє бактерицидно, порушуючи синтез клітинної стінки бактерій. Проявляє активність до наступних збудників: грампозитивні бактерії — стафілококи, стрептококи, лістерії, ентерококи; грамнегативних бактерій — Haemophilus influenzae, Moraxella catarrhalis. До препарату нечутливі сальмонелли, шиґели, нейсерії, клебсієли, Proteus spp., Escherichia coli, Citrobacter spp., Enterobacter spp., Morganella morganii, клостридії та інші анаеробні бактерії, туберкульозна паличка.

### Фармакодинаміка
Цефпрозил добре всмоктується в травному тракті, біодоступність препарату становить 95%. Цефпозил не проникає через гематоенцефалічний бар'єр. Цефпрозил проникає через плацентарний бар'єр та виділяється в грудне молоко. Препарат не метаболізується, виводиться із організму із сечею в незміненому вигляді. Період напіввиведення препарату становить 1-1,4 години, при порушенні функції нирок цей час може збільшуватися.

## Показання до застосування
Цефпрозил застосовується при інфекціях, викликаних чутливими до антибіотика мікроорганізмами, а саме: інфекції ЛОР-органів (фарингіти, отити, синусити, тонзиліти); інфекції нижніх дихальних шляхів (пневмонії, бронхіти); інфекції шкіри і м'яких тканин; інфекції сечовидільної системи (в тому числі гострий цистит).

## Побічна дія
При застосуванні цефпрозилу можуть спостерігатись такі побічні ефекти:
- Алергічні реакції — часто (1—10%) кропив'янка, свербіж шкіри; рідко (0,01—0,1%) гарячка, сироваткова хвороба, ангіоневротичний набряк, синдром Стівенса-Джонсона, синдром Лаєлла, анафілактичний шок.
- З боку травної системи — часто нудота, діарея, коліт (включно із псевдомембранозним колітом); рідко (0,01—0,1%) блювання, біль в животі, холестатична жовтяниця, кандидоз ротової порожнини.
- З боку нервової системи — рідко (0,01—0,1%) головний біль, запаморочення, безсоння, сонливість, збудження, нервозність.
- З боку сечостатевої системи — часто (1—10%) генітальний свербіж, вагініт; рідко (0,01—0,1%) токсична нефропатія.
- Зміни в лабораторних аналізах — часто еозинофілія, лейкопенія, підвищення активності в крові амінотрансфераз і лужної фосфатази; рідко (0,01—0,1%) тромбоцитопенія, підвищення в крові рівня сечовини і креатиніну, підвищення рівня білірубіну.

## Протипокази
Цефпрозил протипоказаний при підвищеній чутливості до β-лактамних антибіотиків. З обережністю застосовують препарат під час вагітності. Під час застосування препарату рекомендується припинити годування грудьми.

## Форми випуску
Цефпрозил випускається у вигляді таблеток по 0,25 і 0,5 г і порошку для приготування суспензії.